# Euryischia indica
Euryischia indica är en stekelart som beskrevs av Mani och Kurian 1953. Euryischia indica ingår i släktet Euryischia och familjen växtlussteklar. Inga underarter finns listade i Catalogue of Life.